# Clayton Baptistella
Clayton Renato Baptistella (Osasco, 7 dicembre 1983) è un ex giocatore di calcio a 5 brasiliano naturalizzato italiano.

## Carriera
Arrivato giovane in Italia, Baptistella si afferma subito ad alti livelli vincendo uno scudetto e una supercoppa italiana con il Perugia. Gioca quindi nel Napoli e nell'Arzignano. Con i vicentini conquista una Coppa Italia (2008-09) ma, a causa delle difficoltà societarie, nel dicembre dello stesso anno si trasferisce alla Luparense.
Nella stagione 2010-11 passa al Montesilvano con cui vince la Coppa UEFA. Nonostante le perplessità sul recupero da un grave infortunio al ginocchio, nel dicembre del 2011 è acquistato dalla Marca Futsal, con la rassicurazione che se il giocatore non fosse risultato fisicamente integro, a luglio 2012 avrebbe fatto ritorno al Montesilvano. Le condizioni di Baptistella non vengono tuttavia ritenute soddisfacenti dallo staff medico castellano, innescando una vivace polemica tra le due società e lo stesso giocatore, conclusasi con la permanenza del giocatore in Veneto anche per la stagione seguente, trascorsa da separato in casa. Nell'estate del 2013 si trasferisce, insieme all'ex compagno Fabiano Assad, alla formazione azera dell'Araz Naxçıvan.

## Palmarès
- Campionato italiano: 1

Perugia: 2004-05
- Coppa Italia: 1

Arzignano: 2008-09
- Supercoppa italiana: 2

Perugia: 2005
Luparense: 2009
- Coppa UEFA: 1

Montesilvano: 2010-11